# Henri Atamaniuk
Henri Atamaniuk (Freyming-Merlebach, 28 ottobre 1944) è un allenatore di calcio ed ex calciatore francese, di ruolo centrocampista.

## Carriera

### Allenatore
Il 7 novembre 2013 diventa il nuovo allenatore del Losanna, dopo l'interim di Alexandre Comisetti.